# 3-メチルカテコール
3-メチルカテコール（英語: 3-methylcatechol）は、化学式が CH
3C
6H
3(OH)
2 で表される有機化合物である。白色の固体でメチルベンゼンジオールの異性体の1つ。リグナンと構造的に関連しているため、木材の燃焼によって発生するエアロゾルに寄与する。

## 代謝
酵素の1,2-ジヒドロキシ-6-メチルシクロヘキサ-3,5-ジエンカルボン酸デヒドロゲナーゼは、1,2-ジヒドロキシ-6-メチルシクロヘキサ-3,5-ジエンカルボン酸とNAD+から3-メチルカテコールとNADHとCO2を生成する。
アシネトバクター属、シュードモナス属、ノカルディア属、アルカリゲネス属およびコリネバクテリウム属由来のカテコール 1,2-ジオキシゲナーゼの同機能酵素は、イントラジオールおよびエクストラジオールの両方の開裂パターンに従って3-メチルカテコールを酸化する。しかし、ブレビバクテリウム属とアルスロバクター属由来の酵素製剤は、イントラジオール切断活性しか持たない。